# Kasper Pfeifer
Kasper Pfeifer (ur. 1990) – polski poeta.
Laureat projektu Biura Literackiego Połów 2013. Za tomik Adblock (SPP o/Łódź, Dom Literatury w Łodzi, Łodź 2019) nominowany do Wrocławskiej Nagrody Poetyckiej Silesius 2020 w kategorii debiut oraz wyróżniony w konkursie o Nagrodę im. Kazimiery Iłłakowiczówny za debiut roku 2019 i w 16. Ogólnopolskim Konkursie Literackim im. Artura Fryza 2020 na najlepszy debut książkowy roku 2019. Publikował m.in. w Arteriach, Kresach, Nowym Napisie i Odrze.